# 埃里克·邁耶

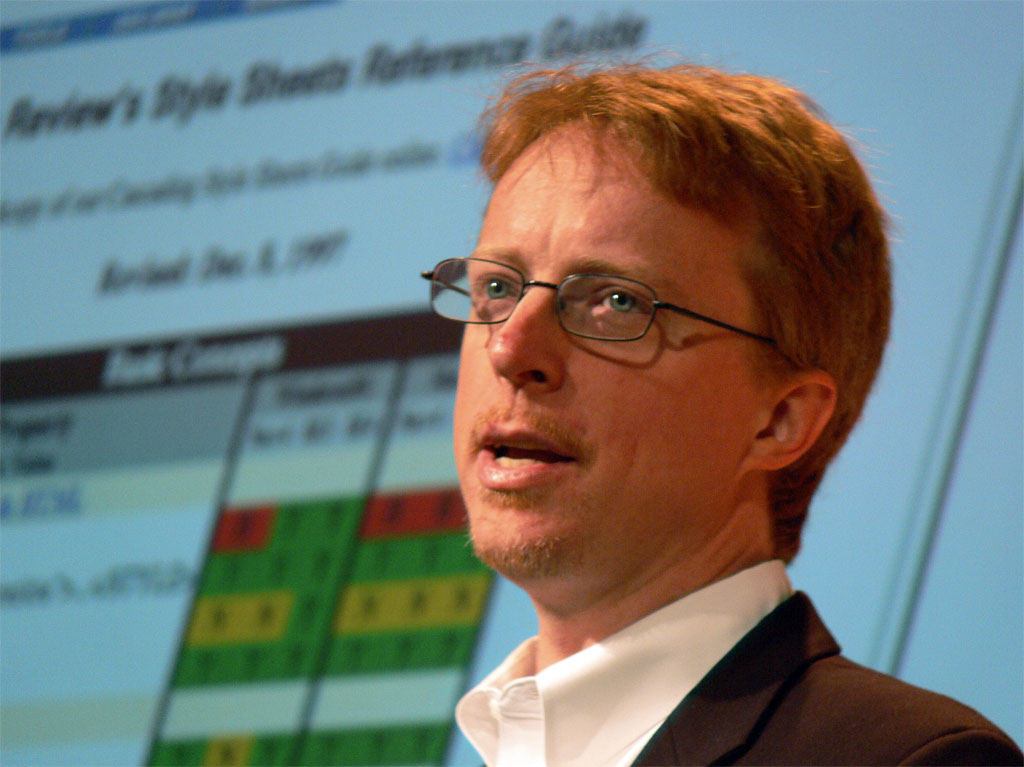
@Media2006會議上的埃里克·邁耶

埃里克·邁耶（英語：Eric A. Meyer）是美國網頁設計顧問和作家。他以代表網頁標準的倡導工作而聞名，最著名的是階層式樣式表（CSS），這是一種管理HTML如何顯示的技術。邁耶已經撰寫了一些關於CSS的書籍和文章，並提供了許多介紹以推廣其使用。

## 個人生活
邁耶於1992年畢業於凱斯西儲大學，獲得歷史學學士學位以及副修人工智慧、天文學和英文。
他與Kathryn Meyer（Fredkin）結婚，目前有兩個孩子，Carolyn和Joshua Meyer。2014年，他的女兒Rebecca Alison Meyer罹患腦瘤逝世，得年6歲。網頁顏色#663399  被命名為“rebeccapurple”用來悼念他的女兒。

## 職業
從1992年至2000年，邁耶被聘為CWRU的超媒體系統經理。2001年，他加入了Netscape擔任網際網路應用經理，留任至公司直到2003年。
邁耶現在是Complex Spiral Consulting的顧問，也是全球多媒體協議集團（GMPG）的創始成員。
2005年7月28日，S5格式和軟體被埃里克·邁耶放入公共領域。
2008年，邁耶支持微軟在Internet Explorer 8上關於渲染無效HTML以及其他標記的向後相容模式提案。

## 外部連結
- 個人網站 （页面存档备份，存于）
- CSS郵件列表 （页面存档备份，存于）